# Epiphone

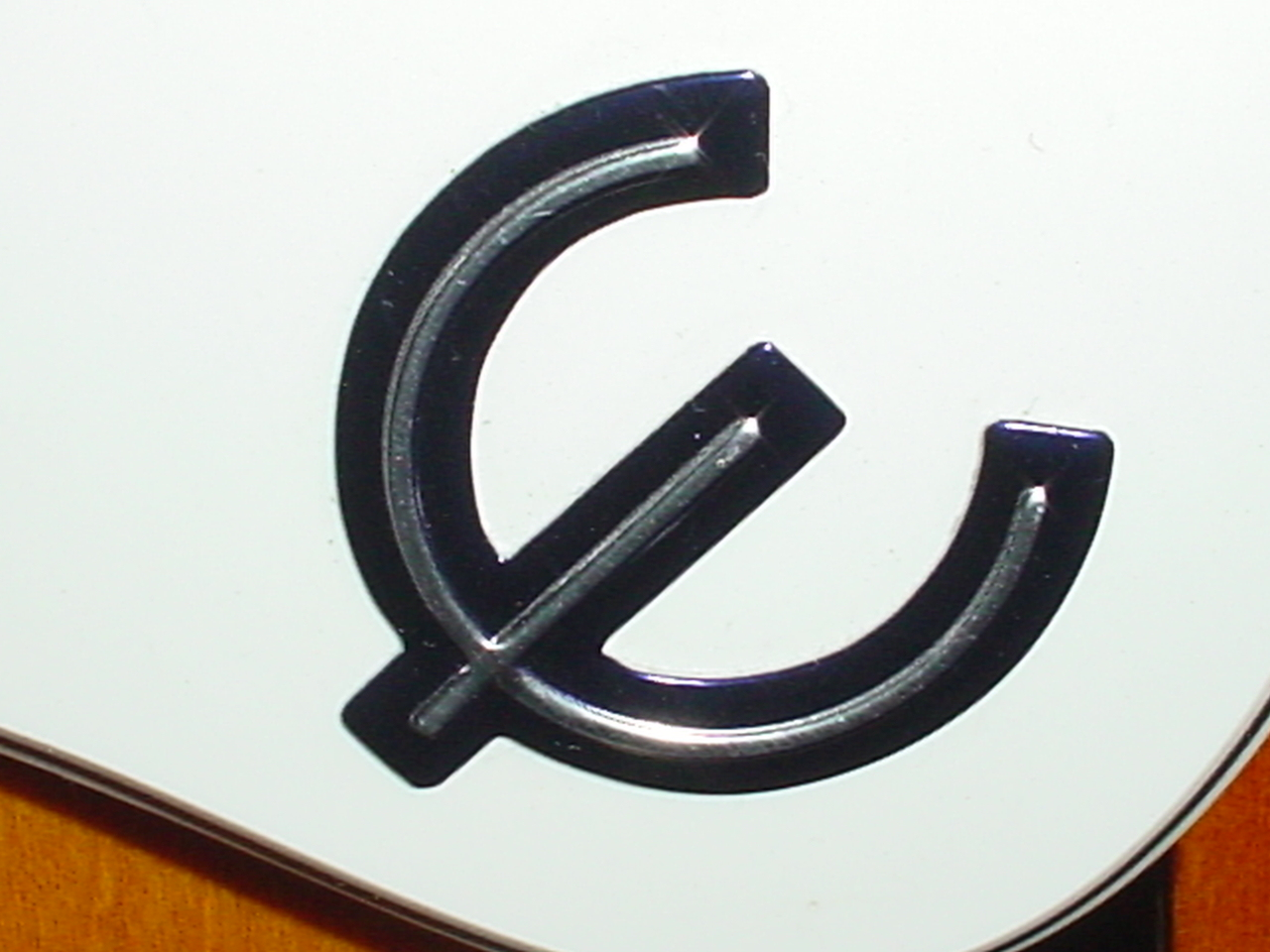
Das Epiphone-„E“-Logo wie es heute auf den meisten Gitarren der Marke erscheint

Epiphone ist eine seit dem Jahr 1928 bestehende US-amerikanische Handelsmarke für Zupfinstrumente. Bis 1957 war Epiphone ein eigenständiges Unternehmen, das seit den 1930er-Jahren besonders für sein Angebot an hochwertigen Archtop-Gitarren bekannt war. 
Im Jahr 1957 wurde Epiphone dem konkurrierenden Musikinstrumentenbau-Unternehmen Gibson Guitar Corporation angegliedert. Seitdem ist Epiphone eine  Tochtergesellschaft und Marke des Hauses Gibson, unter der in erster Linie Gitarren des unteren bis mittleren Preissegments angeboten werden.

## Unternehmensgeschichte

### Epiphone als eigenständiges Unternehmen
Die Geschichte Epiphones geht zurück auf die 1870er-Jahre, als der griechischstämmige Musikinstrumentenbauer Anastasios Stathopoulo in der osmanischen Stadt Smyrna (heute Izmir in der Türkei) damit begonnen hatte, Violinen und griechische Lauten herzustellen. 1893 wurde dort sein Sohn Epaminondas, später kurz „Epi“ genannt, geboren, der spätere Namensgeber von Epiphone. Im Jahr 1903 wanderte Anastasios mit seiner Familie in die USA aus und ließ sich zunächst im New Yorker Stadtteil Queens nieder. 1907 zog die Familie nach Downtown Manhattan. Dort setzte er den Musikinstrumentenbau fort und erweiterte sein Sortiment um die zu dieser Zeit sehr gefragten Mandolinen. Nach Anastasios Tod im Jahr 1915 wurde das Unternehmen vom Sohn Epaminondas „Epi“ Stathopoulo übernommen, der das Unternehmen zunächst House of Stathopoulo benannte. Nach dem Ersten Weltkrieg wurde das Sortiment um Banjos erweitert, und 1928 wurde die Firma entsprechend in Epiphone Banjo Company geändert.

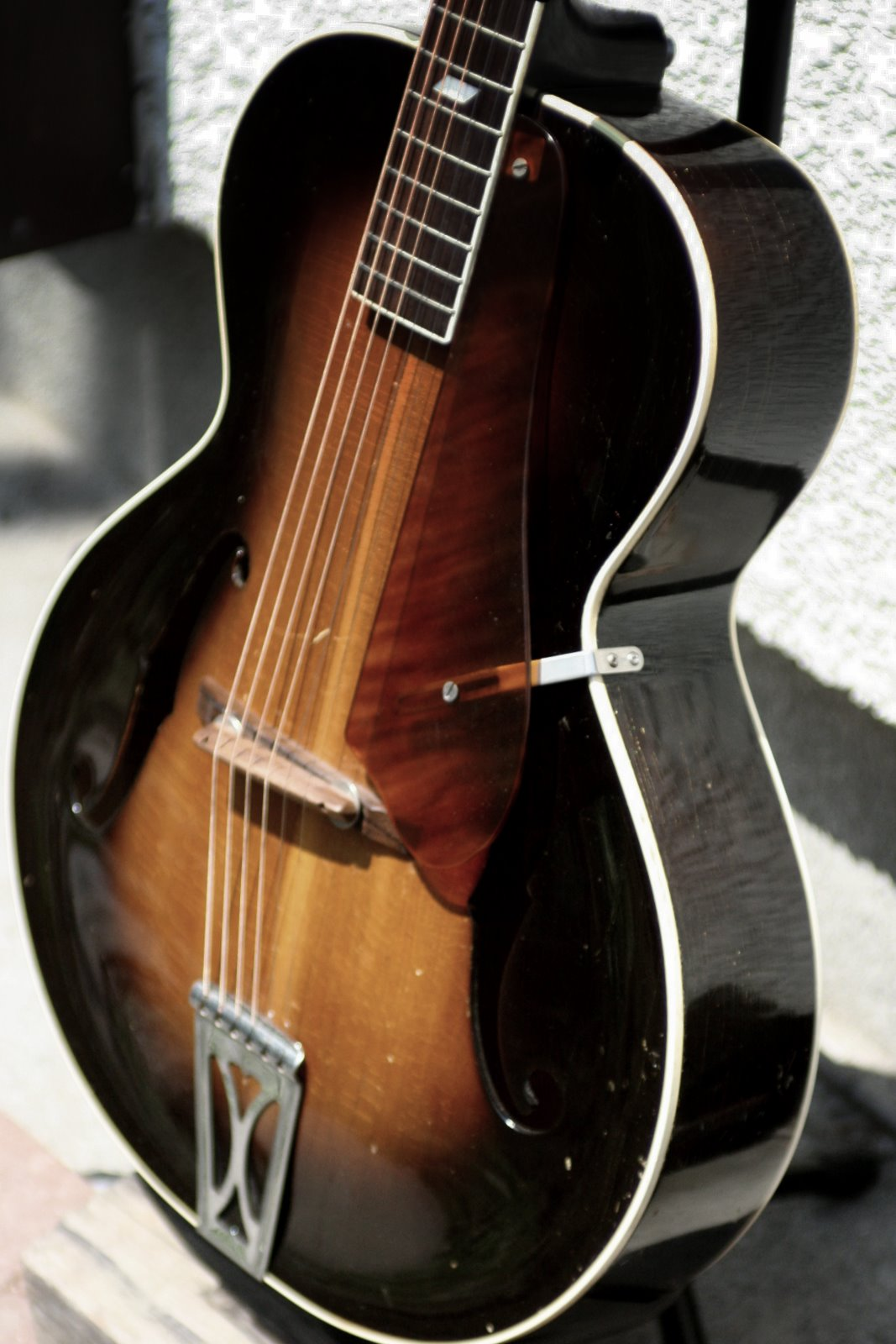
Akustisches Archtop-Gitarrenmodell Epiphone Blackstone von 1945

Im Jahr 1928 begann Epiphone mit der Herstellung von Gitarren, die im Laufe der 1930er-Jahre zum Hauptprodukt des Unternehmens werden sollten. Das erste Gitarrenmodell war eine Archtop-Akustikgitarre mit rundem Schallloch, gefolgt von mehreren Modellen mit Schalllöchern in der für Archtop-Gitarren seit 1923 typischen f-Form. 1935 wurde der Name des Unternehmens in Epiphone, Inc. geändert. Epiphone-Gitarren mit Modellnamen wie Coronet, Zephyr und Century hatten sich zu einer ernsthaften Konkurrenz für die Gitarren des Marktführers Gibson Guitar Corporation entwickelt. Mitte der 1930er-Jahre versuchten beide Unternehmen eine Zeitlang, einander mit den Korpus-Größen ihrer akustischen Archtop-Gitarren zu übertreffen. Die Resultate dieses Wettstreits waren Epiphones Spitzenmodell Zephyr Emperor Regent mit der ungewöhnlich großen Korpusbreite von 18½ Zoll (etwa 47 cm) sowie das 1934 von Gibson vorgestellte Modell Super 400 mit einem 18 Zoll (ca. 46 cm) breiten Korpus. Sowohl die großen Gibson-Gitarrenmodelle als auch die großformatigen Epiphone-Archtop-Akustikgitarren mit herausfordernden Modellnamen wie Emperor und Triumph wurden in dieser Zeit von vielen Gitarristen in Jazz-Big-Bands gespielt. In der zweiten Hälfte der 1930er-Jahre stellte das Unternehmen ihre ersten elektrisch verstärkbaren Gitarrenmodelle mit Tonabnehmern und eine eigene Reihe von Gitarrenverstärkern mit der Modellbezeichnung Electraphone vor.
Als Epaminondas „Epi“ Stathopoulo 1943 an Leukämie verstarb, übernahmen seine Brüder Orphie und Frixo das Unternehmen, und Epiphone produzierte über die 1940er-Jahre weiterhin erfolgreich Akustik- und E-Gitarren. Der Markterfolg von Epiphone-Produkten brach im Jahr 1951 ein, als ein Streik in New York City die Produktion für die Dauer von vier Monaten unterbrach. Als Reaktion darauf verließ Epiphone New York und zog um nach Philadelphia, Pennsylvania.

### Epiphone als Gibson-Tochter

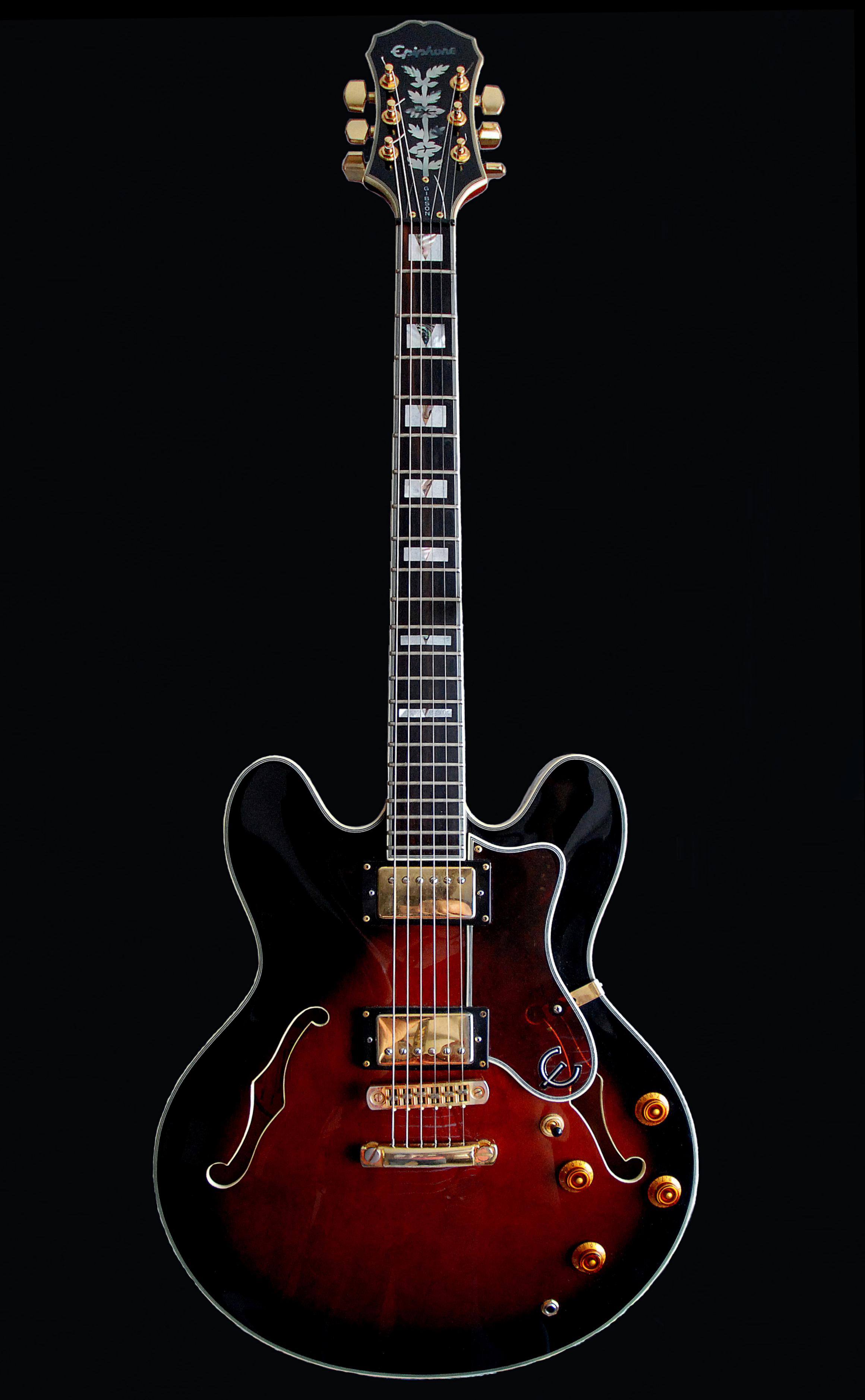
Das 1958 eingeführte Halbresonanzgitarren-Modell Epiphone Sheraton

Der Tod von Frixo Stathopoulo im Jahr 1957 bedeutete auch das Ende der Unabhängigkeit für Epiphone. Im selben Jahr, ermöglicht durch seinen Vorstand Orphie Stathopoulo, kaufte der Konzern Chicago Musical Instruments (C.M.I.), zu dem auch Gibson gehörte, Epiphone einschließlich des Produktbestandes auf. Der Kaufpreis betrug 20.000 US $. Das ursprüngliche Motiv für den Kauf war das Interesse des Konzerns an Epiphones Kontrabass-Modellen, deren Marktanteil sowie an der für die Herstellung von Streichinstrumenten benötigten Produktionsmittel gewesen. Jedoch wurde kurz darauf von Gibson-Geschäftsführer Ted McCarty entschieden, die gesamte Epiphone-Produktpalette und damit auch die Marke zu erhalten. Der Geschäftssitz wurde an den Gibson-Standort in Kalamazoo, Michigan verlegt, und die Musikinstrumente der Marke Epiphone wurden als Nebenproduktlinie der Marke Gibson untergeordnet. Bereits im Jahr 1958 trat Epiphone als Gibson-Tochter mit einer um mehrere Akustik- und E-Gitarren-Modelle erweiterten Produktpalette auf. Die neuen Spitzenmodelle der Marke waren die im selben Jahr eingeführte Sheraton und eine leicht abgewandelte Version der Emperor, beides elektrisch verstärkbare Halbresonanzgitarren mit flachem Korpus.
In der ersten Hälfte der 1960er-Jahre stellten Musikinstrumente der Marke Epiphone etwa ein Drittel der Gesamtproduktion Gibsons. Nachdem der Konzern Norlin Company im Dezember 1969 Gibson übernommen hatte, befand man den Umsatzanteil von 14 % der Epiphone-Modelle am Gibson-Gesamtumsatz für unzureichend, und die Produktion von Instrumenten der Marke wurde 1970 nach Japan und Korea verlagert. Epiphone ist heute eine Tochter der Gibson Guitar Corporation, die in mehreren, zumeist asiatischen Ländern Musikinstrumente produziert und weltweit vertreibt.

## Die Epiphone-Produktpalette
Die gegenwärtige Produktpalette von Epiphone umfasst ein breites Angebot an akustischen und elektrisch verstärkbaren Zupfinstrumenten. Dazu gehören akustische Gitarren in verschiedenen Bauformen, Halb- und Vollresonanz-E-Gitarren, Solidbody-E-Gitarren, Akustische Bassgitarren und E-Bässe. Ferner stellt das Unternehmen Mandolinen, Resonatorgitarren und Ukulelen her. Bei vielen der von Epiphone angebotenen Zupfinstrumente handelt es sich um günstiger hergestellte, lizenzierte Kopien der Originalmodelle der Marke Gibson. Für die elektrische Instrumentenverstärkung werden verschiedene Gitarrenverstärker in Transistor- und Röhrenbauweise angeboten. Zur Produktpalette gehört auch unterschiedliches Zubehör für das Spielen (Plektren, Tragegurte, Instrumentenkabel, Metronome) und für die Aufbewahrung – Koffer, Taschen (Gigbags), Stative und Wandaufhängungen – von Zupfinstrumenten.

## Epiphone-Instrumente in der Musik

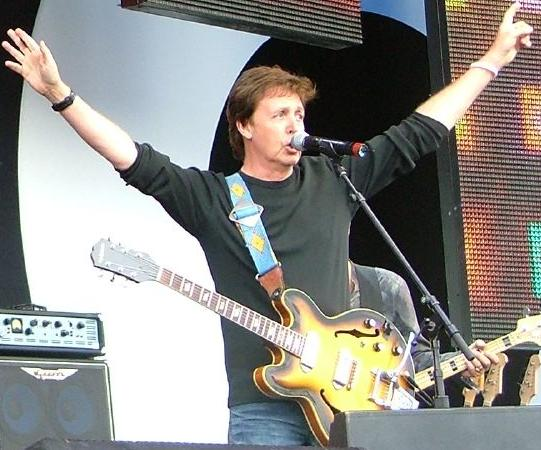
Paul McCartney mit einer rechtshändigen, aber links herum gespielten und besaiteten Epiphone Casino bei einem Live-Auftritt 2004

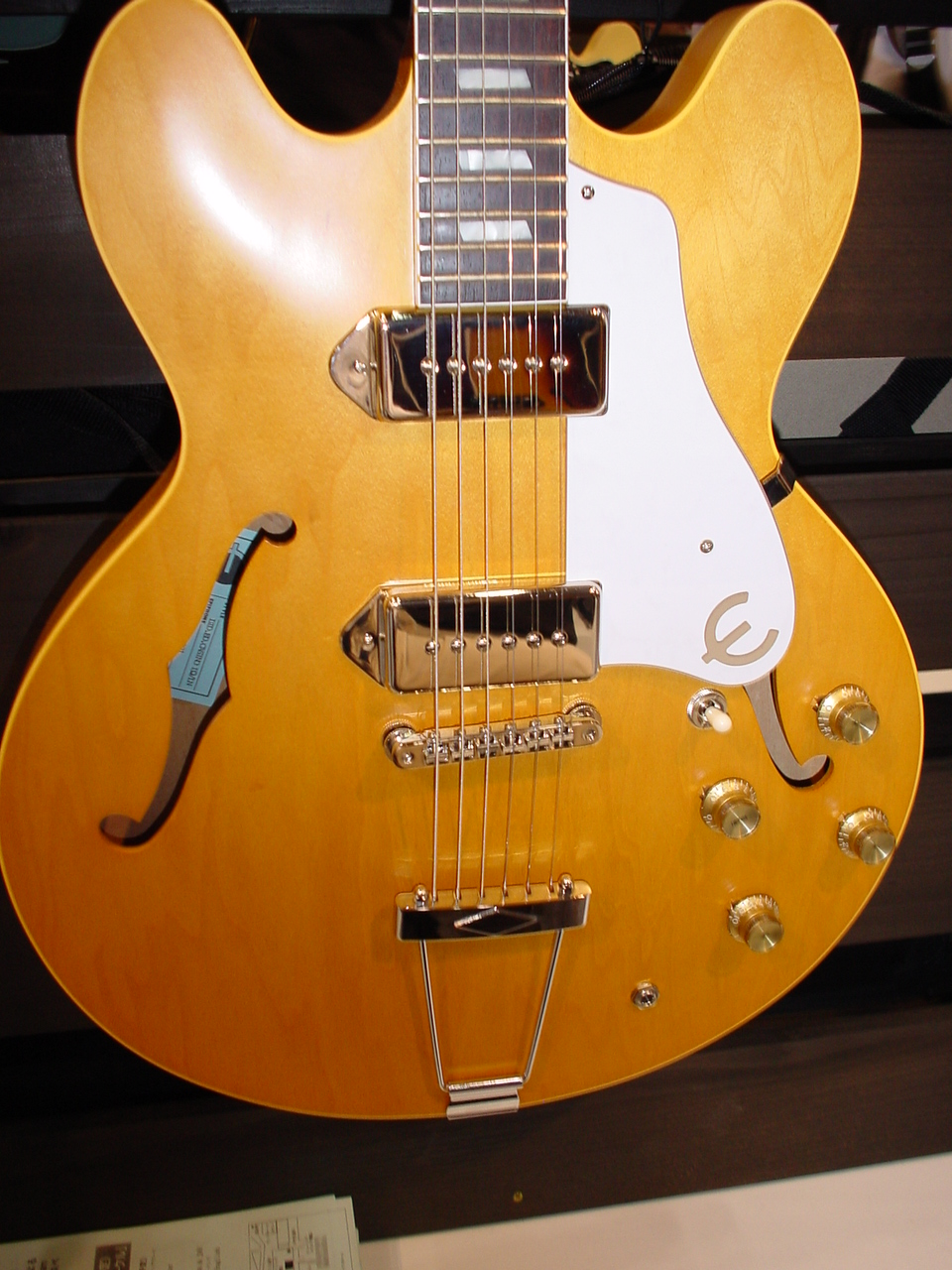
John-Lennon-Signature-Modell Epiphone Casino Revolution wie sie auch Paul McCartney spielte, 2003

Zu den berühmtesten Musikern, die Gitarren der Marke Epiphone benutzten, zählen John Lennon, George Harrison und Paul McCartney. Die drei Beatles-Mitglieder legten sich 1964 (McCartney, der bis dahin eine Epiphone Acoustic spielte) und 1966 (Lennon, Harrison) dasselbe Epiphone-Modell zu, die Thinline-E-Gitarre Epiphone Casino (eine Kopie des Gibson-Modells ES-330). Lennon und Harrison spielten diese Gitarre unter anderem bei den letzten Live-Auftritten der Beatles im Jahr 1966 sowie auf dem im selben Jahr veröffentlichten Studioalbum Revolver. Besonders John Lennon benutzte in der Spätphase der Beatles und während seiner folgenden Solokarriere hauptsächlich seine Casino, die er nach eigenen Bedürfnissen hatte modifizieren lassen. Ende der 1990er-Jahre widmete Epiphone Lennon ein Sondermodell, die Casino Revolution; so benannt nach dem Beatles-Stück Revolution 1 auf dem 1968 erschienenen Album The Beatles, auf dem die Gitarre in herausragender Weise zu hören ist. Die Epiphone Casino Revolution ist bis ins Detail Lennons modifizierter Gitarre nachempfunden. Weitere namhafte Spieler von Epiphone-Gitarren waren die Blues-Gitarristen John Lee Hooker und Howlin’ Wolf. Hooker spielte in den späten Jahren seiner Karriere bevorzugt das Halbresonanz-Modell Epiphone Sheraton und ließ sich mit diesem auf dem Cover von mehreren seiner Musikalben abbilden, darunter die Alben Mr. Lucky (1991) und Boom Boom (1992). Zu den jüngeren Gitarristen, die Epiphone-Instrumente spielen, zählt Noel Gallagher von der Britpop-Band Oasis. Gallagher spielt unter anderem ein Signature-Modell der Sheraton, verziert mit auffälliger Union-Jack-Grafik.